# John Toshack
John Toshack (Cardiff, 1949. március 22. –) walesi labdarúgó, edző.
Pályafutása három csapathoz kötődik. Elsőként a Cardiffban játszott, majd a korszak egyik legsikeresebb angol csapatához, a Liverpoolhoz szerződött, ezt követően pedig a Swansea-ból vonult vissza.
Labdarúgó karrierje után edzősködni kezdett, több nagy csapatot, például a Real Madridot, valamint hazája válogatottját is irányította.

## Karrierje

### Játékosként
Toshack 1949 tavaszán született, skót apa és walesi anya gyermekeként. Iskoláját a Canton High School for Boys-ban végezte.
Játékos pályafutását a Cardiffban kezdte, ahová tizenhat évesen került. 1965. november 13-án, egy Leyton Orient elleni bajnokin ő lett a klub történetének legfiatalabban pályára lépő játékosa a maga 16 évével és 236 napjával. Ezt a rekordot Aaron Ramsey döntötte meg évtizedekkel később, 2007-ben. A következő években a klub meghatározó játékosává nőtte ki magát, 1968-ban, egy kupameccsen megszerezte első mesterhármasát is, az Ebbw Vale ellen. A Cardiffban töltött öt év alatt igen jól működő csatárduót alkotott Toshack és Brian Clark.
1970 őszén Liverpoolba szerződött, az akkori menedzser, Bill Shankly száztízezer fontot fizetett érte. Első meccsét a 'Poolban három nappal szerződtetése után játszotta. Az ellenfél a Coventry volt, a végeredmény pedig 0-0 lett, ami a csapat az évi tizennegyedik gól nélküli döntetlenje volt. Első gólját új csapata színeiben egy héttel később, az Everon elleni városi derbin szerezte. Sokáig úgy nézett ki, hogy a Liverpool vereséget szenved, ugyanis az Everton rögtön a második félidő legelején kétgólos, megnyugtatónak tűnő előnyre tett szert. A 69. percben Steve Heighwaynek sikerült csökkenteni a hátrány, hét perccel később pedig Toshack révén az egyenlítés is összejött.
1971-ben Kevin Keegant is leigazolta a Liverpool a Scunthorpe-tól, ezzel pedig Toshack egy olyan éktársat kapott maga mellé, akivel gyakorlatilag egymás gesztusaiból is megértették egymást. Ők ketten nagyon jól kiegészítették egymás erényeit is, ugyanis Toshack a levegőben volt erős, Keegannel pedig a földön bírtak nehezebben. Keegan, mielőtt Hamburgba igazolt volna, pontosan száz gólt szerzett a Liverpoolnál, amelynek nagy részét Toshack készítette elő. Egy évvel Keegan után, 1978-ban Toshack is távozott a „vörösöktől”, ezalatt kilencvenhat bajnoki gólt termelt. A Liverpoolban töltött nyolc év alatt Toshack háromszor ünnepelhetett bajnoki címet (1973, 1976, 1976-77), megnyerte az FA-kupát (1973-74), valamint nemzetközi szinten is komoly sikereket ért el. A gárdával kétszer elhódította az UEFA-kupát (1973, 1976), a második UEFA-kupagyőzelem után pedig a BEK-győzelem is összejött, rögtön a következő idényben.
1978-ban hazaszerződött, és a Swansea-ban vezetett le.

### Edzőként
1978-ban Toshackot játékos-edzői minőségben szerződtette a Swansea, és az itt töltött hat év alatt még lejátszott több, mint hatvan bajnokit, azonban a folyamatos sérülések egyre kevesebbszer tették számára lehetővé az aktív játékot. Vezetőedzői minőségben Harry Griffithset váltotta, és egy kisebb megszakítástól eltekintve (1983-ban rövid ideig Doug Livermore irányította a csapatot) egészen 1984-ig ő maradt a Swansea vezetőedzője.
1984-ben országot váltott, és Portugáliába, a Sportinghoz került. Itt csak egy szezont töltött, majd egy országgal arrébb, Spanyolországban vállalt munkát. Dolgozott többek között a Real Madridnál két alkalommal, a Real Sociedadnál háromszor, de irányította a Deportivót és a Murciát is. A spanyolországi munkák után a Beşiktaşnál, a Saint-Étienne-nél és a Cataniánál is. Érdekesség, hogy Toshack klubedzői karrierje során a Catania volt az egyetlen másodosztályú csapat.
Rövid ideig, még 1991-ben felmerült, hogy Kenny Dalglish távozása után ő legyen a Liverpool menedzsere, azonban ezt végül ő maga cáfolta, a munkát pedig Graeme Souness kapta meg.
Két ízben hazája válogatottját is irányította. Az első időszak 1994-ben nem tartott sokáig, ugyanis egy meccs, a Norvégia elleni 3-1-es vereség után le is mondott posztjáról. A nemzeti csapat kispadját 2004-ben foglalhatta el ismét. A felek végül 2010-ben, az Eb-selejtezők idején bontottak közös megegyezéssel szerződést. Következő csapata ismét egy válogatott, méghozzá a macedón volt. Eleinte egy évre szerződtek vele, amit ki is töltött. Bár a szövetség szeretett volna továbbra is vele dolgozni, Toshack nem fogadta el a szerződéshosszabbításnak azt a feltételét, hogy az országba költözzön.
Macedónia után Azerbajdzsánban vállalt munkát, amikor ő lett a Xəzər Lənkəran vezetőedzője. Amikor Toshack átvette az irányítást, a gárda a tizedik helyen szerénykedett, és a kiesés ellen harcolt. A szezon végére sikerült a nyolcadik helyet elérni, ugyanis az ő vezetése alatt az együttes a kilenc bajnokiból hármat megnyert, hármat pedig döntetlenre adott, és csak három összecsapáson szenvedett vereséget. A nagyobb siker a kupában jött össze, ahol a gárda egészen a döntőig menetelt, és ott is csak tizenegyesekkel maradt alul. Mivel a döntős ellenfél, a Neftçi a bajnokságot és a kupát is megnyerte, így a Xəzər indulhatott az Európa-ligában. Toshack első trófeáját a Szuperkupa jelentette, ahol ezúttal sikerült legyőzni Neftçit. 2013 novemberében mondott le, 2014 tavasza óta pedig a marokkói Vidad Casablanca trénere.

## Edzői statisztikái
| Csapat           | Ország    | Tól          | Ig            | Statisztika | Statisztika | Statisztika | Statisztika | Statisztika | Statisztika |
| M                | Gy        | D            | V             | Gy %        |             |             |             |             |             |
| ---------------- | --------- | ------------ | ------------- | ----------- | ----------- | ----------- | ----------- | ----------- | ----------- |
| Swansea City     | Wales     | 1978         | 1983          | 281         | 114         | 65          | 102         | 40,57       |             |
| Swansea City     | Wales     | 1983         | 1984          | 16          | 2           | 5           | 9           | 12,50       |             |
| Sporting         | POR       | 1984         | 1985          | 30          | 19          | 9           | 2           | 63,33       |             |
| Real Sociedad    | ESP       | 1985         | 1989          | 179         | 84          | 41          | 54          | 46,93       |             |
| Real Madrid      | ESP       | 1989         | 1990          | 64          | 41          | 15          | 8           | 64,06       |             |
| Real Sociedad    | ESP       | 1991         | 1994          | 126         | 45          | 37          | 44          | 35,71       |             |
| Wales            | Wales     | 1994         | 1994          | 1           | 0           | 0           | 1           | 0.00        |             |
| Deportivo        | ESP       | 1995         | 1997          | 90          | 37          | 31          | 12          | 41,11       |             |
| Beşiktaş         | TUR       | 1997         | 1999          | 84          | 46          | 22          | 16          | 54,76       |             |
| Real Madrid      | ESP       | 1999         | 1999          | 37          | 19          | 9           | 9           | 51,35       |             |
| Saint-Étienne    | FRA       | 2000         | 2001          | 36          | 8           | 12          | 16          | 22,22       |             |
| Real Sociedad    | ESP       | 2001         | 2002          | 52          | 16          | 13          | 23          | 30,77       |             |
| Catania          | ITA       | 2002         | 2003          | 40          | 12          | 9           | 21          | 30,00       |             |
| Real Murcia      | ESP       | 2004         | 2004          | 38          | 5           | 11          | 22          | 13,16       |             |
| Wales            | Wales     | 2004         | 2010          | 53          | 21          | 8           | 24          | 39,62       |             |
| Macedónia        | Macedónia | 2011         | 2012          | 9           | 2           | 4           | 3           | 22,22       |             |
| Xəzər            | AZE       | 2013 március | 2013 november | 27          | 8           | 8           | 11          | 29,63       |             |
| Vidad Casablanca | Marokkó   | 2014 június  | -             | 29          | 16          | 11          | 2           | 55,17       |             |

## Sikerei, díjai

### Játékosként
- Walesi kupagyőztes: 1966-67, 1967-68,1968-69, 1980-81, 1981-82,1982-83
- Angol bajnok: 1972-73, 1975-76, 1976-77
- Angol kupagyőztes: 1973-74
- BEK-győztes: 1976-77
- UEFA-kupa-győztes: 1972-73, 1975-76
- UEFA-szuperkupa-győztes: 1977

### Edzőként
- Spanyol kupagyőztes: 1986-87
- Spanyol bajnok: 1989-90
- Spanyol szuperkupa-győztes: 1995
- Török kupagyőztes: 1997-98
- Azeri szuperkupa-győztes: 2013